# Maurepas (Somme)
Maurepas is een gemeente in het Franse departement Somme (regio Hauts-de-France) en telt 209 inwoners (2004). De plaats maakt deel uit van het arrondissement Péronne.

## Geografie
De oppervlakte van Maurepas bedraagt 10,7 km², de bevolkingsdichtheid is 19,5 inwoners per km².
De onderstaande kaart toont de ligging van Maurepas (Somme) met de belangrijkste infrastructuur en aangrenzende gemeenten.

## Demografie
Onderstaande figuur toont het verloop van het inwonertal (bron: INSEE-tellingen).